# Batodon tenuis
Batodon tenuis és una espècie extinta de mamífer cimolest de la família dels cimolèstids (o, segons altres classificacions, un paleoríctid o un eulipotifle de la família dels geolabídids) que visqué a Nord-amèrica durant el Cretaci superior, fa entre 66 i 72,2 milions d'anys. Se n'han trobat restes fòssils a Alberta i Saskatchewan (Canadà) i Montana i Wyoming (Estats Units). Es tracta de l'única espècie del gènere Batodon. Era diminut, amb un pes estimat de 5 g, cosa que en fa l'euteri més petit que es coneix del Cretaci. El nom genèric Batodon significa ‘dent d'esbarzer’.